# شر پیرامون

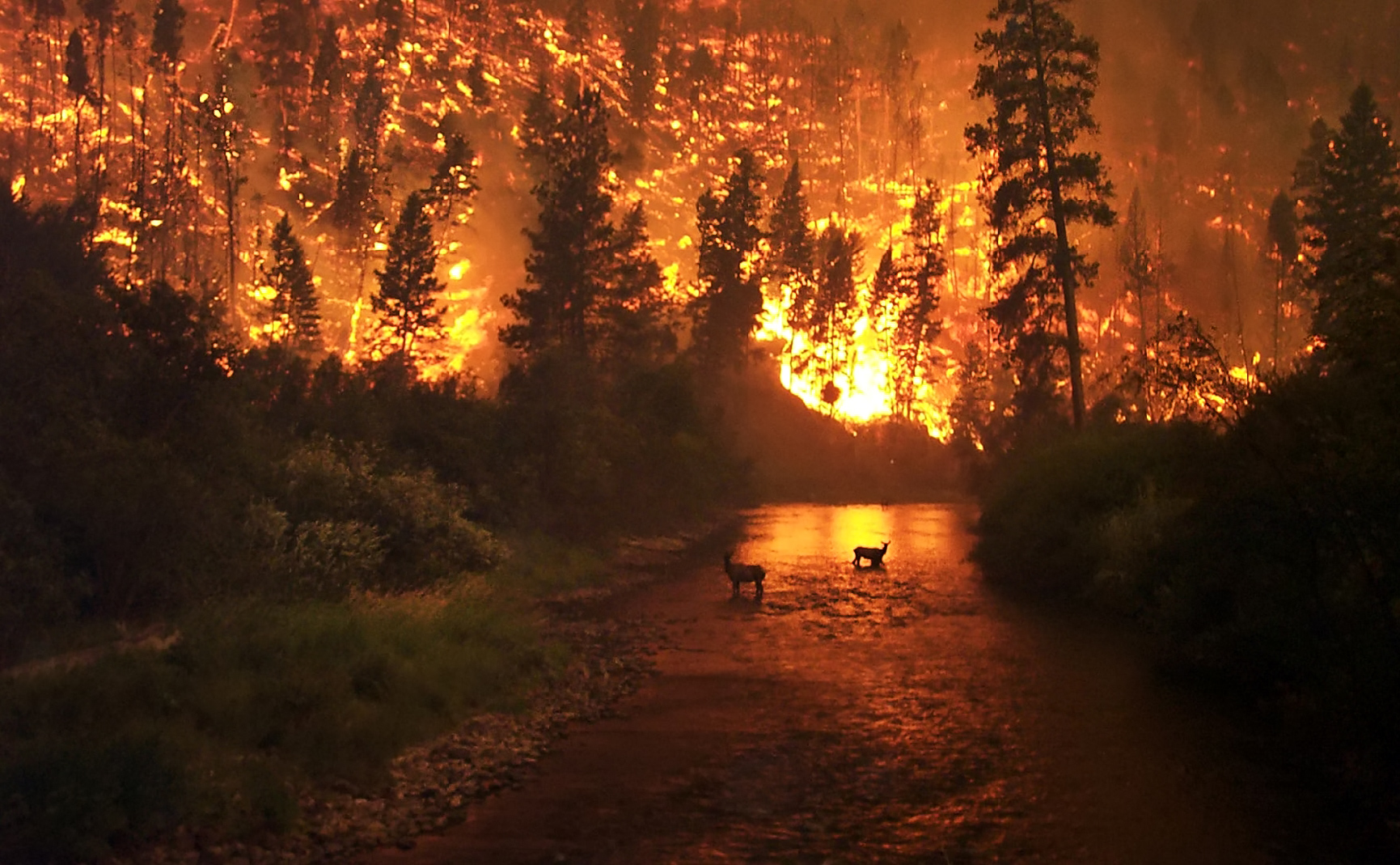
تمثیلی از ویلیام ال. رو در مورد شر پیرامون؛ در جنگلی دوردست آذرخشی به درختان زبون آن برخورد کرده و آتشی مهیب شعله می‌افکند، در آن هنگامه آتش و سوختن بچه آهویی گرفتار آن شعله‌های مذموم شده، می‌سوزد و تبدیل به مخلوقی کریه می‌شود، این کراهت با اوست تا مرگ او را تسکین دهد، ویلیام همچنین تمثیل خود را تعمیم داده و تمامی انسان‌ها را همانند کودک بی‌گناه قربانی حوادث و شر پیرامون می‌داند. که تحت تأثیر همان شر پیرامون رنج کشیده و تغییر ماهیت می‌دهند.

شر پیرامون یا شر محیطی، این مقاله به چگونگی تبدیل شدن افراد عادی و سالم که تحت شرایطی پیرامونی (محیطی) اقدام به انجام کارها و اقدامات وحشتناک و حتی شیطانی می‌کنند، می‌پردازد. شواهد زیادی در روان‌شناسی اجتماعی وجود دارد که افراد عادی، اگر نیروهای محیطی به اندازه کافی قوی باشند کارهای وحشتناکی انجام خواهند داد. روانشناسان اجتماعی بر این باورند که شخصیت افراد فقط تابعی از اندیشه‌های فردی نیست بلکه عمدتاً توسط نیروهای خارجی و پیرامونی تأثیر می‌پذیرد. محیط پیرامون در مواردی می‌تواند حتی بر باورها و ارزش‌های شخصی و مذهبی انسان‌ها غلبه کنند، و گاهی افراد پس از رهایی از شر پیرامون متوجه کارهایی که انجام داده‌اند می‌شوند که کاملاً با قوانین اخلاقی شخصی و مذهبی شان تفاوت دارد.

## آزمایش زندان استنفورد
آزمایش زندان استنفورد آزمایشی است که توسط فیلیپ زیمباردو در سال ۱۹۷۱ میلادی انجام شد. در این آزمایش، ۱۸ مرد عادی و سالم به‌طور تصادفی به عنوان زندانی یا نگهبان در یک زندان ساختگی تقسیم‌بندی شدند. رفتارهای این دو گروه یعنی زندانی‌ها و نگهبانان توسط گروهی از پژوهشگران مورد واکاوی قرار می‌گرفت. قرار بود مدت زمان این آزمایش دوهفته باشد اما ظرف تنها شش‌روز متوقف شد چراکه رفتار و برخورد نگهبانان آنقدر آزاردهنده شده بودند و زندانیان آنقدر آسیب دیده بودند که به وضوح ادامه آن غیراخلاقی بود. این آزمایش نشان داد افراد عادی که حتی در گذشته هم هیچ ارتباطی باهم نداشته‌اند صرفاً بر اساس یک نقش ساده در آزمایش تبدیل به یک زورگو (نگهبانان) یا ستم دیده (زندانی‌ها) می‌شوند. در حقیقت افراد دارای نقش نگهبان تحت تأثیر قدرت و شرایط پیرامون تبدیل به افراد آزار رسان شدند و برعکس همین اتفاق نیز برای زندانیان افتاد.

«انسان‌ها در برابر تبدیل شدن به ابزار شر کاملاً آسیب‌پذیر هستند، این محیط و جو پیرامون است که تغییرات اساسی بر روی شخصیت و اعمال افراد می‌گذارد.»
کالج ویتون در مورد شر پیرامون.

## مطالعات استنلی میلگرام
آزمایش‌های استنلی میلگرام در سال ۱۹۷۴ میلادی برای توضیح این موضوع بود که چگونه هزاران انسان عادی و هوشیار می‌توانند در یک جنایت بزرگ همچون هولوکاست نقش داشته باشند. او نشان داد که انسان‌های عادی وقتی تحت تأثیر شخصیت‌های قدرتمند قرار می‌گیرند، تحت فشار یا درماندگی و ناچاری قرار گرفته، و توانایی رفتارهای شیطانی را دارند.
- کشتار سربرنیتسا، این کشتار منجر به نسل‌کشی مسلمانان سربرنیتسا توسط مسیحیان صرب گردید. در حالی مسلمان و مسیحیان صرب به مدت قرن‌ها با مسالمت در کنار هم زندگی می‌کردند. و به دلیل شرپیرامون در اینجا تحریک رادوان کاراجیچ رئیس‌جمهور صرب رخ داد که موجی از نفرت از مسلمانان همشهری میان مسیحیان صرب راه انداخته شد.[۵]در سوگ جانباختگان نسل‌کشی

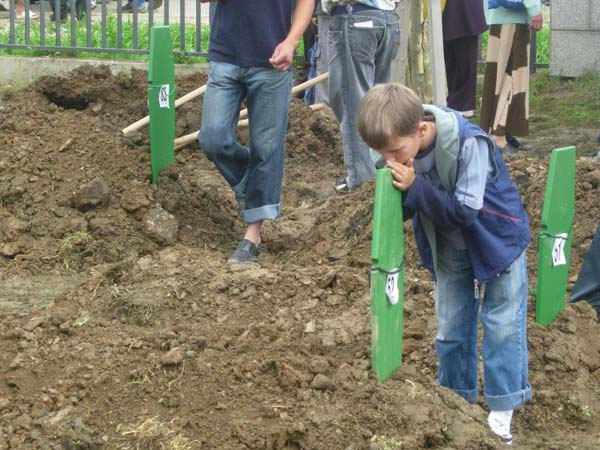
در سوگ جانباختگان نسل‌کشی

## آزمایش بیمارستان هافلینگ
در این آزمایش تعدادی از پزشکان یک بیمارستان به بیماران خود داروهای مرگ‌بار تجویز کردند (داروها فقط درون بسته‌بندی مرگ‌بار قرار گرفته بود اما بیماران این موضوع را نمی‌دانستند) اما با وجود اینکه بیماران می‌دانستند این داروها مرگ‌بار هستند، آن را مصرف کردند. با انجام این آزمایش مشخص شد، که مردم تمایلی به پرسش از افرادی که «شخصیت‌های معتبر» تلقی می‌شوند، ندارند، حتی اگر دلایل موجهی برای عدم انجام دستورات داشته باشند. این آزمایش همچنین مشخص کرد که حتی مردم اگر بداند که چه چیز وحشتناکی به آن‌ها دستور داده شده‌است (مانند مصرف داروی مرگ‌بار) باز هم آن کار و دستور را انجام می‌دهند چراکه به آنان مسجل شده هر سخن و دستور پزشک یا بصورت عام تر مثلاً یک رهبر کاریزماتیک حتماً درست و به صلاح آن‌ها است.

## تعصب
تمایل به نسبت دادن صحت بیشتر به نظر یک شخص قدرتمند (بدون اندیشیدن به محتوای آن). بیشتر انسان‌ها تحت تأثیر نظرات یک شخصیت قدرتمند که نظرات وی را معتبرتر می‌داند قرار گرفته اعملا رفتار خواه وحشتناک و شرگونه را انجام می‌دهند. این تمایل ذاتی انسان مبنی بر پیروی از افراد قدرتمند در بیشتر موارد باعث شکل‌گیری یک جنایت بزرگ همچون جنگ، نسل‌کشی و… می‌شود. به نوعی شرپیرامون محسوب می‌شود.